# トム・ワイナー
トム・ワイナー（Tom Weiner、1947年6月16日 - ） は、イギリスの男性声優、脚本家、音響監督、プロデューサー。別名はフィル・マシューズ (Phil Matthews)  、エイブ・レッサー (Abe Lesser)  、エイブ・ラッサー (Abe Lasser) 、トーマス・ハルペリン・ワイナー(Thomas Halperin Wyner)。

## 概要
フェアファクス高校を経てカリフォルニア大学サンタクルーズ校で心理学の学士号を取得。大学時代はドラマーとして活動していた。
1974年に友人の紹介シェイクスピア・カンパニー・オブ・サンフランシスコに所属し俳優デビュー。1978年から1979年までオレゴン・シェイクスピア・フェスティバルに所属した後、サンノゼ・レパートリー・シアターで舞台俳優としての活動を経て、カリフォルニア州ロサンゼルスにて声優の活動を開始。声優業を始めたきっかけはサウンドデザイナーから吹き替えの仕事に興味がある尋ねられたことだと言う。声優デビューから3ヶ月後から吹替台本の仕事も手掛けるようになり、その3ヶ月後からは音響監督の仕事も手がけるようになる。1984年から2000年まではサバン・エンターテイメントにて日本製アニメ作品の英語版の製作に関わった。
25年間のロサンゼルスでの活動を経て、2005年にオレゴン州に拠点を移す。2006年からはブラックストーン・オーディオ社のオーディオブックのナレーターとして活動している。
声優仲間のリチャード・エプカーは親友。悪役や威厳のある役が多い。
思い入れのある役として、人形遣い（『GHOST IN THE SHELL / 攻殻機動隊』）、ベガ（『ストリートファイターII V』）、シド（『バフィー 〜恋する十字架〜』）、グリムロック（『トランスフォーマー・ロボッツ・イン・ディスガイズ』）を挙げている。

## 出演作品

### テレビアニメ
1983年
- ザ☆ウルトラマン（ナレーター、アキヤマ徹男、ウルトラマンジョーニアス）

1985年
- アニメ80日間世界一周（サリバン頭取）
- Captain Harlock and The Queen of a Thousand Years（Dr.ジョン）
- ロボテック（ジョナサン・ウルフ）
- ワンワン三銃士（ナレーター）

1987年
- GALACTIC PATROL レンズマン（銀河パトロール隊2）

1990年
- 赤い光弾ジリオン（ナレーター）

1992年
- ふしぎの海のナディア（サンソン）

1995年
- 宇宙の騎士テッカマンブレード（ナレーター）

1997年
- ストリートファイターII V（ベガ）※マンガ・エンターテイメント版

1999年
- カウボーイビバップ（テディ・ボマー）
- 北斗の拳（ - 2002年、ミカの父親、ジャッカル、ナレーター<2代目>）
- 星方武侠アウトロースター（破斬公）
- デジモンアドベンチャー（デビモン）

2000年
- アークザラッド（チョンガラ、アンデル、ハンターA）※エイブ・ラッサー名義
- 時空探偵ゲンシクン（仮面の男）
- ダイノゾーズ（ダイノブラキオ）
- デジモンアドベンチャー02（ナレーター）
- るろうに剣心 -明治剣客浪漫譚-（般若）

2001年
- トランスフォーマー・ロボッツ・イン・ディスガイズ（グリムロック）
- デジモンテイマーズ（チャツラモン）
- るろうに剣心 -明治剣客浪漫譚-（赤松有人）
- 六門天外モンコレナイト（レダ）

2002年
- デジモンフロンティア（セピックモン、ボルケーモン）
- バビル2世（ヨミ）
- ヴァンドレッド the second stage（キュンメル・大関）
- るろうに剣心 -明治剣客浪漫譚-（エルステン領事）

2003年
- Witch Hunter ROBIN（ジュリアーノ）
- 爆闘宣言ダイガンダー（ギンザン）
- Heat Guy-J（将軍）
- ルパン三世 (TV第2シリーズ)（自然風太郎）

2004年
- WOLF'S RAIN（クエント・ヤイデン）
- 旋風の用心棒（田野倉周作）
- ガングレイヴ（ハリー・マクドウェル）
- 攻殻機動隊 STAND ALONE COMPLEX（内務大臣）
- 十二国記（昇紘）

2005年
- 巌窟王（ヴィルフォール首席判事）
- 攻殻機動隊 S.A.C. 2nd GIG（内務大臣）
- サムライチャンプルー（百地銀佐）
- マシュランボー（ラナンキュラス）

### 劇場アニメ
1987年
- ウインダリア（カイル）

1990年
- SF新世紀レンズマン（ヘルマス）

1992年
- ルパン三世 カリオストロの城（ソ連代表）※ストリームライン版

1996年
- GHOST IN THE SHELL / 攻殻機動隊（人形使い）※エイブ・ラッサー名義

1997年
- Armageddon（ハデス）
- ストリートファイターII MOVIE（ベガ）

1999年
- 機動戦士ガンダム（エッシェンバッハ市長）※エイブ・ラッサー名義

2000年
- ルパン三世 カリオストロの城（使用人2）※マンガ・エンターテイメント版

2001年
- ラーマーヤナ ラーマ王子伝説（ラーヴァナ）

2002年
- アミテージ・ザ・サード POLY-MATRIX（ストリングス）
- カウボーイビバップ 天国の扉（レンジィ）

2004年
- 機動戦士ガンダムF91（カロッゾ・ロナ）※エイブ・ラッサー名義
- ストリートファイターII MOVIE（ベガ）

2005年
- デジモンテイマーズ 冒険者たちの戦い（シイサモン）

### OVA
1991年
- 赤い光弾ジリオン 歌姫夜曲（アナウンサー）

1992年
- 吸血鬼ハンターD（市長、商人）

1995年
- クライング フリーマン（御影教授）※ストリームライン版

1999年
- 機動戦士ガンダム0083 STARDUST MEMORY
- ザ・コクピット（ナレーター）

2001年
- 快刀乱麻 THE ANIMATION（徳川義宗、忍者）

2002年
- イース（ナレーター、ダレス、ロダの木）

2003年
- イース 天空の神殿〜アドル・クリスティンの冒険〜（ナレーター、ダレス）

2004年
- WOLF'S RAIN（クエント・ヤイデン）

2005年
- 新ゲッターロボ（早乙女博士）

### ゲーム
1997年
- ドラゴンボール FINAL BOUT（セル）

2000年
- Soldier of Fortune（サム・グラッドストーン）

2003年
- キャッスルヴァニア（死神）
- バフィー ザ バンパイア スレイヤー カオス ブリーズ（シド）

2006年
- 幻想水滸伝V（ガレオン）

### 特撮
1993年
- パワーレンジャー（ボーンズの声、巨人の声、ミノタウルスの声、ジーニーの声、博士の声、他）※ノンクレジット

1994年
- バーチャル戦士トゥルーパーズ（ファイトボットの声、コングボットの声、メタボーグの声、ハンマーボットの声、他）
- パワーレンジャー（ザリガニモンスターの声、ドゥームストーン・モンスターの声）※ノンクレジット

1995年
- バーチャル戦士トゥルーパーズ（スカルボットの声）
- パワーレンジャー（プラグ・セントリーの声）※ノンクレジット
- マスクド・ライダー（プラグ・セントリーの声）

1996年
- ビッグ・バッド・ビートルボーグ（ミーングリーン・キャノン・マシンの声、グラクスクシズの声）

1997年
- パワーレンジャー・ターボ（ハヴォック将軍の声（初代）、エレクトロボルトの声、ゴールドゴイルの声）※ノンクレジット

1999年
- パワーレンジャー・ロスト・ギャラクシー（フリオの声、キャノンボールの声、宇宙船アナウンス）

2001年
- パワーレンジャー・タイムフォース（ファット・キャットフィッシュの声）

2002年
- パワーレンジャー・ワイルドフォース（プラグオルグの声、サムライオルグの声、ライオン・テイマーオルグの声）

### テレビドラマ
1981年
- Dr.刑事クインシー（ギリアム博士）

1997年
- バフィー 〜恋する十字架〜（シドの声）

2011年
- ゴッサマー（議員の声）

### 実写映画
1996年
- 殺しの前戯（声）

### 吹き替え
1983年
- 恐竜大戦争アイゼンボーグ（ナレーター、ラジオの声）

1991年
- ニキータ（掃除人ヴィクトル〈ジャン・レノ〉）

1992年
- ハロー・スペンサー（ - 1993年、スペンサー）

1997年
- プロジェクト・イーグル（アドロフ）

2001年
- ブローバック2 夕陽のギャングたち（山猫〈マイク・モンティ〉））
- 魔界転生 THE ARMAGEDDON 魔道変（柳生十兵衛）※エイブ・ラッサー名義

2002年
- Zero WOMAN III 警視庁0課の女（武藤正洋〈西岡徳馬〉）※エイブ・ラッサー名義
- ミッション・クレオパトラ（アモンボーフィス〈ジェラール・ダルモン〉）

2003年
- 陰陽師（藤原元方）※エイブ・ラッサー名義

2004年
- 続・夕陽のガンマン（北軍の大尉）

2018年
- ルイス・ミゲル スターとして生きて

### その他
2008年
- アドベンチャーズ・イン・ボイス・アクティング（本人出演）

## 参加作品

### テレビアニメ（スタッフ）
放送年不明
- ハックルベリー・フィン物語（音声演出）

1983年
- 海底大戦争 愛の20000マイル（音声演出、台本）
- ザ☆ウルトラマン（音声演出、台本）

1985年
- アニメ80日間世界一周（音声演出）
- Captain Harlock and The Queen of a Thousand Years（ダイアログ・ディレクター、脚本）
- Macron 1[4]（台本）
- ロボテック（脚本）
- ワンワン三銃士（音声演出、台本）

1987年
- Ferdy（台本）
- メイプルタウン物語（台本）

1988年
- グリム名作劇場（音声演出）
- ふしぎなコアラブリンキー（スーパーバイジング・ディレクター、台本）

1989年
- けろっこデメタン（台本）

1990年
- 赤い光弾ジリオン（音声演出）
- げらげらブース物語（音声演出、台本）
- どんどんドメルとロン（ADRディレクター）

1991年
- キャッ党忍伝てやんでえ（台本）

1992年
- ハクション大魔王（台本）
- ふしぎの海のナディア（台本）

1995年
- 宇宙の騎士テッカマンブレード（ストーリーエディター、プロデューサー、音声演出）

1999年
- 北斗の拳（ダイアログ・ディレクター、台本）

2000年
- ダイノゾーズ（ストーリーエディター、台本）

2001年
- トランスフォーマー・ロボッツ・イン・ディスガイズ（台本）

2002年
- X - エックス -（ADR台本）
- GTO（台本）
- SAMURAI GIRL リアルバウトハイスクール（ADR台本）
- ヴァンドレッド the second stage（ADR台本）
- マシュランボー（台本）

2003年
- アルジェントソーマ（ADR台本）
- 爆闘宣言ダイガンダー（台本）
- ヒートガイジェイ（ADR台本）

2004年
- ガングレイヴ（ADR台本）

2005年
- 金色のガッシュベル!!（台本）
- サムライチャンプルー（ADR台本）
- 蒼穹のファフナー（ADR台本）

### 劇場アニメ（スタッフ）
1987年
- ウインダリア（ADRディレクター、台本）

1991年
- サイレントメビウス（スクリプト・スーパーバイザー）
- 北斗の拳（ダイアローグ・エディター、キャスティング）

### OVA（スタッフ）
1991年
- 赤い光弾ジリオン 歌姫夜曲（音声演出）
- ロボットカーニバル（ダイアログ・ディレクター、ADR台本）

1992年
- 吸血鬼ハンターD（ADR台本）

2001年
- 快刀乱麻 THE ANIMATION（ADR台本）

2002年
- イース（ADRディレクター、台本）
- X - エックス -（ADR台本）

2003年
- イース 天空の神殿〜アドル・クリスティンの冒険〜（ADRディレクター）

### 吹き替え（スタッフ）
1983年
- 恐竜大戦争アイゼンボーグ（演出）

### 実写映画（スタッフ）
1996年
- 殺しの前戯（ADRディレクター）

### 特撮（スタッフ）
1993年
- パワーレンジャー（脚本、アディショナル・ダイアローグ（第50話まで））

1997年
- パワーレンジャー・ターボ（ADR台本）